# Municipio de Belvidere (Illinois)
El municipio de Belvidere (en inglés: Belvidere Township) es un municipio ubicado en el condado de Boone en el estado estadounidense de Illinois. En el año 2010 tenía una población de 30109 habitantes y una densidad poblacional de 318,11 personas por km².

## Geografía
El municipio de Belvidere se encuentra ubicado en las coordenadas 42°16′55″N 88°53′24″O / 42.28194, -88.89000. Según la Oficina del Censo de los Estados Unidos, el municipio tiene una superficie total de 94.65 km², de la cual 93.48 km² corresponden a tierra firme y (1.23%) 1.17 km² es agua.

## Demografía
Según el censo de 2010, había 30109 personas residiendo en el municipio de Belvidere. La densidad de población era de 318,11 hab./km². De los 30109 habitantes, el municipio de Belvidere estaba compuesto por el 82.04% blancos, el 1.93% eran afroamericanos, el 0.44% eran amerindios, el 1.07% eran asiáticos, el 0.01% eran isleños del Pacífico, el 11.8% eran de otras razas y el 2.72% pertenecían a dos o más razas. Del total de la población el 24.5% eran hispanos o latinos de cualquier raza.